# Tallafilferros
|  | No s'ha de confondre amb Tallacaps. |

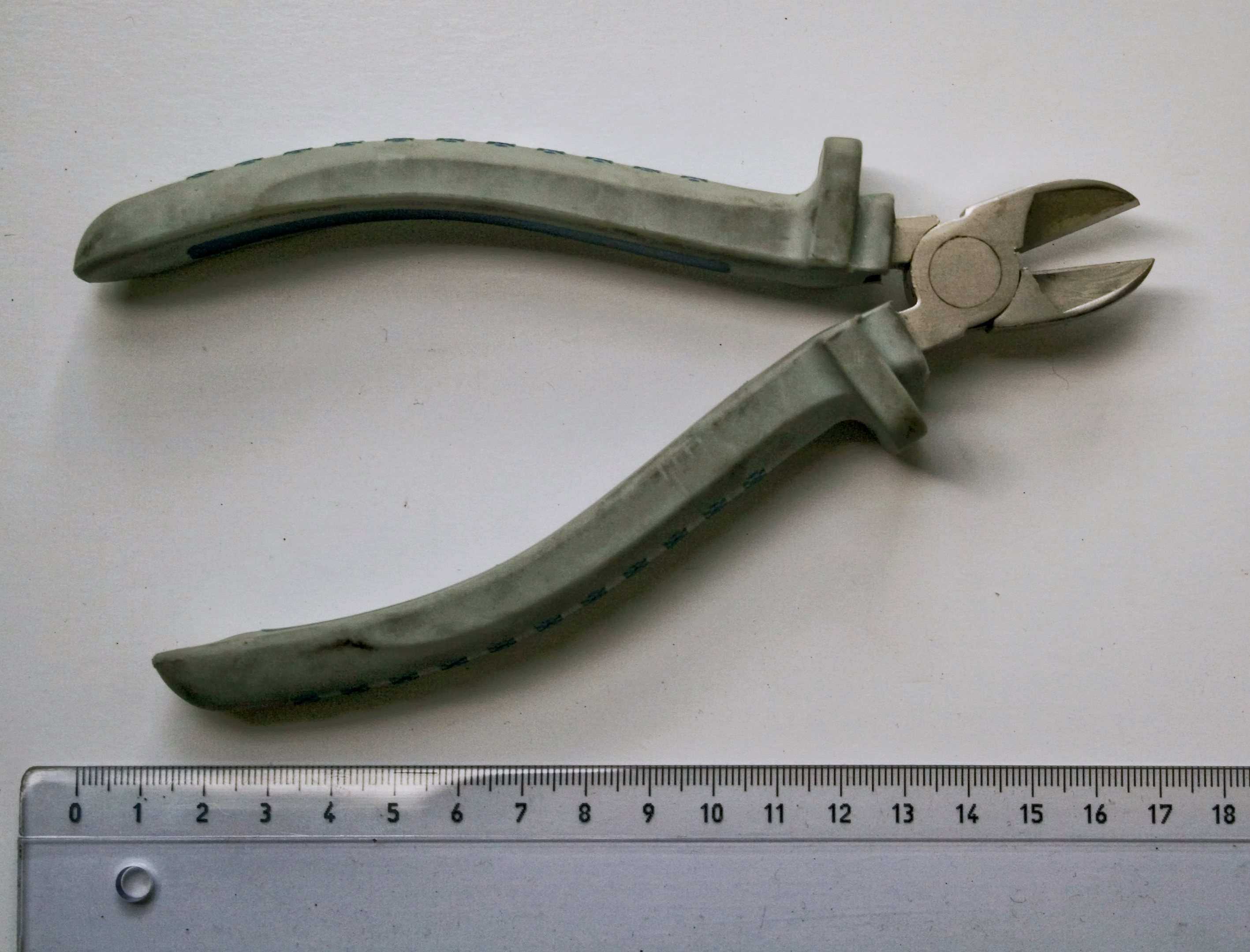
Tallafilferros de mida estàndard

El tallafilferros (en anglès wire knipper) o també alicates de tall, és una eina que talla per pressió i de forma neta un cable, un filferro o cables metàl·lics.
La majoria de tallafilferros són portàtils, similars a les alicates usades en tasques d'electrònica. De fet, molts tipus d'alicates, com les pinces de punta, els alicates universals o el pelador de cable, estan proveïts d'alguna espècie de funció de tall. Altres tipus de tenalles són grans eines pneumàtiques que s'empren per a cables més gruixuts com els de les línies d'alta tensió. Fins i tot algunes baionetes modernes tenen característiques de tall que s'usen per obrir camí entre filferros de pues o de fulles al camp de batalla.

## Altres usos

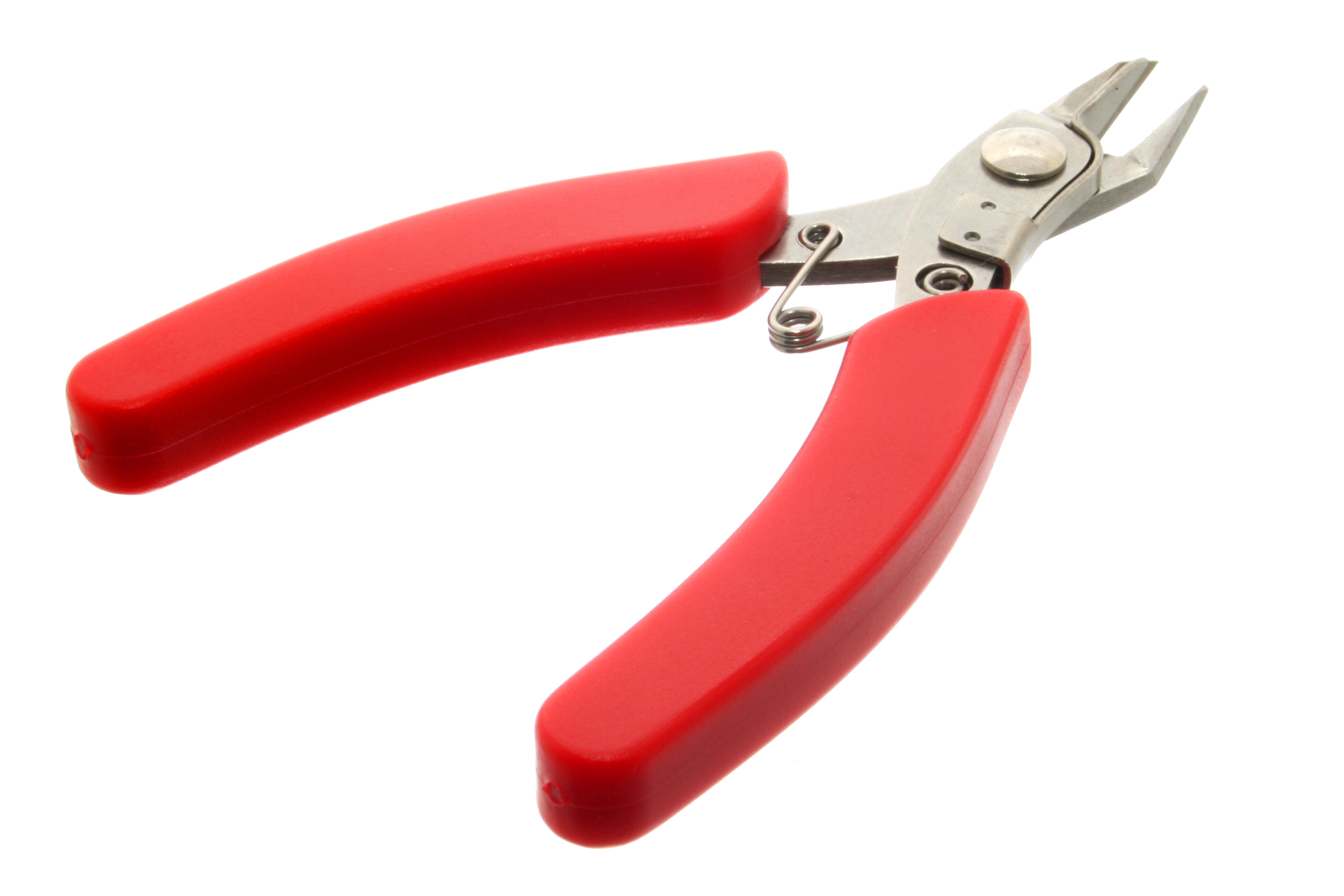
Tallafilferros per a circuits electrònics (mida petita)

A part dels mecànics en el món de l'artesania, se'n troben en moltes especialitats, com per exemple els tapissers, els basters i els sabaters, entre d'altres. A les disciplines que tenen a veure amb l'electricitat, en general, són més petites i tenen el mànec recobert d'un plàstic aïllant per evitar enrampar-se, sobretot quan s'empren per a cables de la xarxa elèctrica.